# UCI-Cyclocross-Weltcup 2007/08
Beim UCI-Cyclocross-Weltcup 2007/08 wurden von Oktober 2007 bis Januar 2008 durch die Union Cycliste Internationale Weltcup-Sieger im Cyclocross ermittelt. 
Von der Saison 2004/05 bis zur Saison 2007/08 gab es keine offizielle Gesamtwertung in der Elite. Inoffizielle Gewinner der Gesamtwertung waren Daphny van den Brand bei den Frauen und Sven Nys bei den Männern.

## Elite

### Frauen
| Rnd | Datum             | Ort         | Erste                | Zweite               | Dritte                   |
| --- | ----------------- | ----------- | -------------------- | -------------------- | ------------------------ |
| 1   | 21. Oktober 2007  | Kalmthout   | Daphny van den Brand | Katherine Compton    | Christel Ferrier-Bruneau |
| 2   | 11. November 2007 | Pijnacker   | Katherine Compton    | Daphny van den Brand | Reza Hormes-Ravenstijn   |
| 3   | 24. November 2007 | Koksijde    | Daphny van den Brand | Katherine Compton    | Maryline Salvetat        |
| 4   | 8. Dezember 2007  | Mailand     | Daphny van den Brand | Helen Wyman          | Christel Ferrier-Bruneau |
| 5   | 26. Dezember 2007 | Hofstade    | Maryline Salvetat    | Daphny van den Brand | Reza Hormes-Ravenstijn   |
| 6   | 13. Januar 2008   | Liévin      | Hanka Kupfernagel    | Maryline Salvetat    | Laurence Leboucher       |
| 7   | 21. Januar 2008   | Hoogerheide | Hanka Kupfernagel    | Maryline Salvetat    | Helen Wyman              |

Gesamtwertung
keine offizielle Gesamtwertung

### Männer
| Rnd | Datum             | Ort         | Erster        | Zweiter          | Dritter          |
| --- | ----------------- | ----------- | ------------- | ---------------- | ---------------- |
| 1   | 21. Oktober 2007  | Kalmthout   | Zdeněk Štybar | Sven Nys         | Francis Mourey   |
| 2   | 27. Oktober 2007  | Tábor       | Sven Nys      | Klaas Vantornout | Lars Boom        |
| 3   | 11. November 2007 | Pijnacker   | Lars Boom     | Bart Wellens     | Klaas Vantornout |
| 4   | 24. November 2007 | Koksijde    | Sven Nys      | Erwin Vervecken  | Lars Boom        |
| 5   | 2. Dezember 2007  | Yurre       | Sven Nys      | Bart Wellens     | Klaas Vantornout |
| 6   | 8. Dezember 2007  | Mailand     | annulliert    | annulliert       | annulliert       |
| 7   | 26. Dezember 2007 | Hofstade    | Sven Nys      | Bart Wellens     | Lars Boom        |
| 8   | 13. Januar 2008   | Liévin      | Lars Boom     | Bart Wellens     | Francis Mourey   |
| 9   | 21. Januar 2008   | Hoogerheide | Lars Boom     | Bart Wellens     | Erwin Vervecken  |

Gesamtwertung
keine offizielle Gesamtwertung

## U23

### Männer
| Rnd | Datum             | Ort         | Erster            | Zweiter             | Dritter        |
| --- | ----------------- | ----------- | ----------------- | ------------------- | -------------- |
| 1   | 21. Oktober 2007  | Kalmthout   | Niels Albert      | Julien Taramarcaz   | Róbert Gavenda |
| 2   | 8. Dezember 2007  | Mailand     | Philipp Walsleben | Jonathan Lopez      | Paul Voß       |
| 3   | 26. Dezember 2007 | Hofstade    | Niels Albert      | Thijs van Amerongen | Paul Voß       |
| 4   | 13. Januar 2008   | Liévin      | Niels Albert      | Aurélien Duval      | Paul Voß       |
| 5   | 21. Januar 2008   | Hoogerheide | Niels Albert      | Jempy Drucker       | Aurélien Duval |

Gesamtwertung
| Platz | Name                | Punkte |
| ----- | ------------------- | ------ |
| 1     | Niels Albert        | 240    |
| 2     | Aurélien Duval      | 191    |
| 3     | Jonathan Lopez      | 164    |
| 4     | Paul Voß            | 163    |
| 5     | Thijs van Amerongen | 161    |

## Junioren

### Männer
| Rnd | Datum             | Ort         | Erster          | Zweiter        | Dritter        |
| --- | ----------------- | ----------- | --------------- | -------------- | -------------- |
| 1   | 21. Oktober 2007  | Kalmthout   | Arnaud Jouffroy | Lubomír Petruš | Elia Silvestri |
| 2   | 8. Dezember 2007  | Mailand     | Arnaud Jouffroy | Elia Silvestri | Tijmen Eising  |
| 3   | 26. Dezember 2007 | Hofstade    | Stef Boden      | Tijmen Eising  | Peter Sagan    |
| 4   | 13. Januar 2008   | Liévin      | Arnaud Jouffroy | Lubomír Petruš | Sean De Bie    |
| 5   | 21. Januar 2008   | Hoogerheide | Arnaud Jouffroy | Lubomír Petruš | Marek Konwa    |

Gesamtwertung
| Platz | Name            | Punkte |
| ----- | --------------- | ------ |
| 1     | Arnaud Jouffroy | 270    |
| 2     | Lubomír Petruš  | 218    |
| 3     | Stef Boden      | 203    |
| 4     | Elia Silvestri  | 183    |
| 5     | Tijmen Eising   | 141    |